# Jean Dargassies
Jean Dargassies (né le 15 juillet 1872 à Grisolles et mort le 7 août 1965 dans sa ville natale) est un cycliste français.

## Biographie
Jean Dargaties de son vrai nom est né d'un père maréchal-ferrant, François Dargaties, et d'une mère ménagère, Anne Bousquet. Il est le second d'une famille de trois enfants.
Il a été marié deux fois :
- Le 25 septembre 1897 avec Margueritte Mondoulet, dont il divorce le 10 mai 1930
- Le 22 juin 1933 avec Jeanne Rey

Il fut professionnel de 1902 à 1907.

## Palmarès
- 1904
  - 2e de Bordeaux-Paris
  - 4e du Tour de France

## Résultats sur le Tour de France
- 1903 : 11e du classement général
- 1904 : 4e du classement général
- 1905 : abandon (1re étape)
- 1907 : abandon (5e étape)